# Когнитивная этология
Когнити́вная этоло́гия (лат. cognitio — знание) — наука, изучающая интеллект животных, рассудочную деятельность, раздел зоопсихологии.

## Трактовки интеллекта
Современные научные данные об интеллекте в разных концепциях трактуются принципиально по-разному. В структурно-генетическом подходе Ж. Пиаже интеллект трактуется как высший способ уравновешивания субъекта со средой, характеризующийся универсальностью. При когнитивистском подходе интеллект — это набор когнитивных операций. С точки зрения факторно-аналитического подхода на основании множества тестовых показателей отыскиваются устойчивые факторы (Ч. Спирмен, Л. Терстоун, Г. Айзенк, С. Барт, Д. Векслер, Ф. Вернон).
По определению нейропсихолога А. Р. Лурия (1966) 

«Акт мышления возникает только тогда, когда у субъекта существует соответствующий мотив, делающий задачу актуальной, а решение её необходимым, и когда субъект оказывается в ситуации, относительно выхода из которой у него нет готового решения — привычного (то есть, приобретенного в процессе обучения) или врождённого»
На сегодняшний момент принято считать, что существует общий интеллект как универсальная психическая способность, в основе которой может лежать генетически обусловленное свойство нервной системы перерабатывать информацию с определённой скоростью и точностью (Г. Айзенк).
По поводу того, что именно стоит подразумевать под интеллектом в отношении животных, Н. Н. Ладыгина-Котc (N. N. Ladygina-Kohts, 1925) отмечала, что при анализе высших когнитивных функций животных следует 

«Отбрасывать все обычно взаимно перемешиваемые понятия, такие как ум, разум, рассудок, и заменять их термином „мышление“, подразумевая под этим последним только логическое, самостоятельное мышление, сопровождающееся процессами абстрагирования, образованием понятий, суждений, умозаключений…»
Согласно Л. В. Крушинскому (1986) рассудочная деятельность — это 

 способность животного улавливать эмпирические законы, связывающие предметы и явления внешнего мира, и оперировать этими законами в новой для него ситуации для построения программы адаптивного поведенческого акта. 
«Когнитивный» означает «относящийся к процессу познания». К когнитивным процессам относятся восприятие, запоминание, переработка информации, принятие решений.
Современные представления о высших психических функциях животных основаны на разноплановом комплексе знаний, почерпнутых как из экспериментов учёных разных направлений, так и из наблюдений за поведением в природной среде обитания.
Когнитивная этология является относительно новой междисциплинарной наукой, вокруг которой ещё недавно существовали критические мнения относительно научного статуса.
Огромный и неоценимый вклад в развитие когнитивной этологии внес
американский зоолог Д. Р. Гриффин, почетный профессор Университета Рокфеллера (Donald Griffin) нарушив табу научных утверждений того времени.

«Еще в 70-е годы при мысли о том, что животные могут иметь сознание, психологи буквально каменели».
Наблюдения этологов внесли существенный вклад в современные представления о проявлениях рассудочной деятельности в поведении животных. Благодаря систематическим исследованиям поведения животных разных видов в естественной среде обитания накапливались данные о том, что разум действительно играет реальную роль в обеспечении адаптивности поведения.

## Смежные дисциплины и области науки
Когнитивная этология имеет общие сферы изучения с целым рядом научных областей и дисциплин.
В рамках когнитивной этологии рассматривается:
- Поведение животных (присущее живым существам взаимодействие со средой, опосредованное их внешней (двигательной) и внутренней (психической) активностью в естественнонаучном, психологическом и философском плане.
- Зоопсихология изучает филогенез, онтогенез, закономерности и функции психики, врождённое и приобретенное, рассматривая в сравнительном аспекте психологию приматов и человека, особенно ребёнка.
- Сравнительная психология — раздел психологии, изучающий сходства и различия в поведении и психике между животными и человеком, а также эволюцию поведения и психики в процессе антpoпогeнезa).
- Этология изучает врождённые, инстинктивные формы поведения[6].

## Мнения учёных

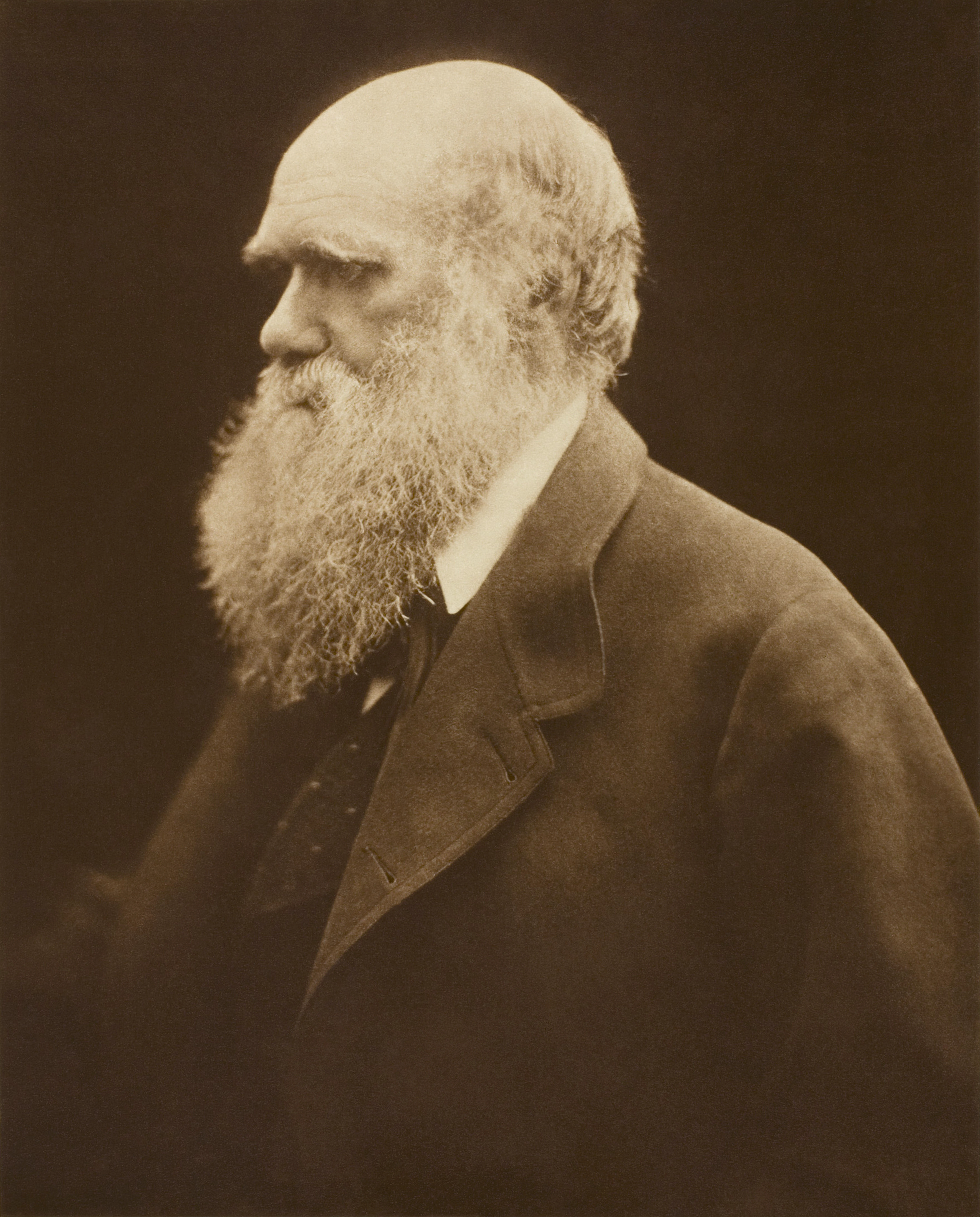
Чарльз Дарвин, основоположник современной теории эволюции (12.02.1809-19.04.1881)

Немецкий ученый Герман Реймарус допускал наличие у животных действий, которые можно сопоставить с разумным поведением человека. Реймарус, как и его современники и предшественники, включал в эту категорию прежде всего способность к подражанию и обучению.
О наличии у животных интеллекта и эмоций впервые высказался Ч. Дарвин, считавший, что, наряду с инстинктами и ассоциациями, они обладают и «способностью к рассуждению». Дарвин полагал, что зачатки разума («способность к рассуждению» — англ. reasoning) так же присущи многим животным, как инстинкты и способность к формированию ассоциаций (то есть к обучению).
В 1872 году Ч. Дарвин опубликовал книгу «Выражение эмоций у человека и животных», которая явилась поворотным пунктом в понимании связи биологических и психологических явлений, в частности, организма и эмоций. В ней было доказано, что эволюционный принцип применим не только к биофизическому, но и психолого-поведенческому развитию живого, что между поведением животного и человека непроходимой пропасти не существует.
Об эволюционном процессе высказывался также друг и единомышленник Дарвина, Джон Роменc (1848—1894). Наибольшую известность получила его книга «Ум животных» (1888), где он выступил как натуралист, стремившийся доказать единство и непрерывность развития психики на всех уровнях эволюционного процесса.
А. Н. Северцов по вопросу эволюции поведения и рассудочной деятельности животных в своей книге «Эволюция и психика» (1922) полагал, что у животных помимо инстинктов и простых условных рефлексов существует тип поведения, который может быть охарактеризован как разумный. Северцов также считал, что этот тип поведения прогрессивно развивается в ходе эволюции и является важнейшим фактором эволюционного процесса.
Эти некогда революционные предположения об эволюционном процессе подтверждены многочисленными исследованиями лишь совсем недавно, за последние 15—20 лет.
Ещё до недавнего времени мышление животных практически не было предметом отдельного рассмотрения в пособиях по поведению животных, высшей нервной деятельности и зоопсихологии. Если же авторы затрагивали эту проблему, то старались убедить читателей в слабом развитии их рассудочной деятельности и наличии резкой (непроходимой) грани между психикой человека и животных. К. Э. Фабри, в частности, в 1976 году писал: 

«Интеллектуальные способности обезьян, включая антропоидов, ограничены тем, что вся их психическая деятельность имеет биологическую обусловленность, поэтому они неспособны к установлению мысленной связи между одними лишь представлениями и их комбинированием в образы».
Э. Л. Торндайк исследовал множество видов животных. Он пришёл к следующему заключению: 

«Формально краб, рыба, черепаха, собака, кошка, обезьяна и младенец обладают очень сходным интеллектом и характером, которые представляют собой систему связей, изменяющуюся согласно законам упражнения и эффекта.»
Марк Хойзер в книге «Дикий разум» занимает позицию «здорового скептицизма» по отношению к многочисленным доказательствам эмоциональных и интеллектуальных способностей животных. Рассматривая проблему с эволюционной точки зрения, он доказывает, что мозг любого животного неизбежно сталкивается с аналогичными проблемами, а стало быть, каждый вид имеет свой собственный «набор ментальных инструментов» для переработки информации об объектах, числах и пространстве. У различных видов он разный. Случай Homo sapiens — пример беспрецедентного усложнения мышления. Таким образом, заключает Хойзер,

«Мы живем на планете вместе с другими разумными существами… И хотя человеческий разум оставил на планете свой характерный след, мы не одни участвуем в этом процессе.»
Олег Кришталь, академик Национальной академии наук Украины, президент Национального общества нейронаук замечает:

И мы, и животные мыслим и испытываем эмоции. Долгое время животным отказывали в праве на сознание, считая их, по сути, «живыми роботами», действующими по принципу «акция — реакция», в «лучшем случае» способными вырабатывать рефлексы. Сейчас эта «ересь бихевиоризма» преодолена.— 
Руководитель лаборатории физиологии и генетики поведения биологического факультета МГУ доктор биологических наук Зоя Александровна Зорина:

Уникальные способности человека, его мышления действительно имеют биологические предпосылки. И между психикой человека и психикой животных нет той непроходимой пропасти, которую долгое время как-то по умолчанию приписывали и подразумевали. Причем ещё в середине XIX века Дарвин об этом говорил, что разница между психикой человека и животных, как бы она ни была велика, это разница в степени, а не в качестве.— 
В своей работе «Сломать клетку: о правах животных» профессор Гарвардского университета Стивен Вайз отмечает:

Ни один другой живой вид на Земле не достиг той ступени развития, на которой находится Homo sapiens, животные не умеют писать музыку, решать геометрические задачи и строить космические ракеты, но не только люди умеют мыслить, любить, тосковать, обижаться, одним словом, чувствовать и переживать. Не только люди выработали коммуникативные навыки и нормы поведения, не только у людей есть мораль и эстетические чувства.— 

## Исследования учёных
Американский психолог Э. Толмен (1886—1959) провёл ряд исследований по обучению крыс в разных типах лабиринтов и пришёл к выводу, что схема бихевиористов «стимул-реакция» оказывается недостаточной для описания поведения животных, поскольку такой подход сводит всё его многообразие к совокупности элементарных ответов на стимулы.
Э. Толмен поставил разные типы экспериментов, в результате которых выяснилось, что в процессе обучения животные приобретает знания (соgnition) обо всех деталях ситуации, сохраняет их в форме внутренних представлений и может использовать в нужные моменты.

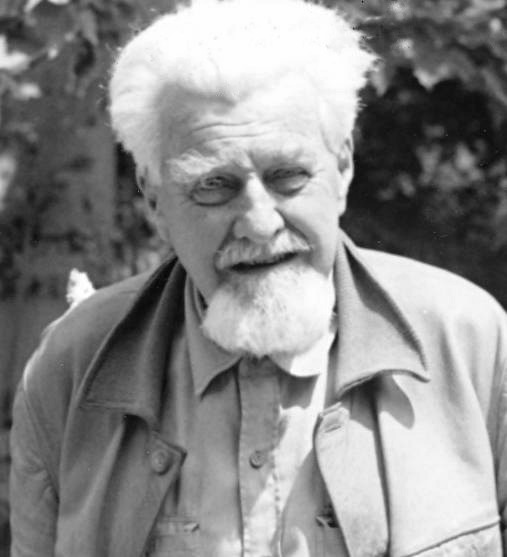
Конрад Лоренц, лауреат Нобелевской премии, основоположник этологии (1903—1989)

Выдающийся австрийский биолог, этолог, лауреат Нобелевской премии по физиологии и медицине за 1973 год Конрад Лоренц обнаружил, что животные способны передавать друг другу знания, приобретенные путём обучения. Это явление, ставшее полной неожиданностью для науки того времени, потом было названо импринтингом (запечатлением).
Немецкий психолог Вольфганг Кёлер, один из основоположников и идеологов гештальпсихологии, в эксперименте продемонстрировал, что шимпанзе способны и к другому виду элементарного мышления — экстренному решению новых для них задач.
Роберт Йеркс (Yerkes, 1929; 1943) показал, что с задачами «келеровского типа» (В. Кёлер разработал метод изучения орудийной деятельности животных, которая и до сих пор остаётся одной из важнейших экспериментальных моделей) справляются не только шимпанзе, но также орангутан и горилла.

В многочисленных работах утверждается, что способность к обобщению (мысленному объединению предметов и явлений по общим для них признакам), как и способность к экстраполяции, есть у многих представителей птиц, млекопитающих и у рептилий.

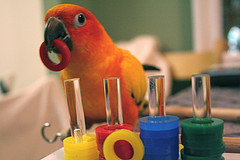
Попугай выполняет аналитическую задачу, складывая однородные предметы по общему признаку

Психолог из Университета Айовы Эд Вассерман с группой учёных изучал способность животных к выполнению высших познавательных задач. В ходе экспериментов с бабуинами и голубями выяснилось, что животные способны определять идентичность предметов не хуже человека. Эд Вассерман считает, что заключение некоторых учёных о том, что человеческий интеллект отличается от животного не только количественно, но и качественно, «может поставить человечество в очень неловкое положение».
Животные способны не только к примитивному эмпирическому обобщению по цвету, по форме, но они способны выделять довольно отвлечённые признаки, когда информация в результате обобщения приобретает высоко абстрактную форму. Эта способность выявляется как в традиционных лабораторных экспериментах («счёт» у шимпанзе и ворон), так и в ситуации общения человека с антропоидами, дельфинами, а также попугаями с помощью языков-посредников.
Раньше учёные считали, что мышление животных построено на формировании сети ассоциативных связей, а не на понимании причин и следствий.
Как показали последние исследования учёных, животные, как и человек, способны делать выводы на основе мысленного анализа условий задачи.
Л. В. Крушинский в начале 1980-х годов писал: 

«Конечно, трудно отделить научные факты, полученные в результате наблюдения, от тех знаний, которые устанавливаются в эксперименте. Мы привыкли видеть науку там, где есть количественная оценка какого-нибудь явления. Изучение рассудочной деятельности в условиях свободного поведения приводило в основном к тому, что складывалось лишь впечатление о наличии у собак рассудка. Однако те лабораторные эксперименты, которые были разработаны в результате этих впечатлений, их подтвердили.»

## Методика исследований
Есть разнообразные методики изучения интеллекта животных. Часть из них направлена на то, чтобы выяснить способность животных к высшим когнитивным процессам, таким как обобщение, абстрагирование, символизация и умозаключения. Другие оценивают способность к решению новых задач в экстренно возникших ситуациях, для выхода из которых у особи нет «готового» решения.

### Метод «проб и ошибок»
Эдвард Торндайк наряду с И. П. Павловым считается основателем научного метода исследования процесса обучения у животных в контролируемых лабораторных условиях. Переход к строгой количественной оценке действий подопытного животного сделал Торндайка основоположником экспериментальной психологии животных.
Торндайк считал способность к обучению показателем интеллекта. Наблюдая за решением задач в условиях эксперимента, ученый пришёл к выводу, что интеллект животных позволяет им действовать путём проб и ошибок и постепенно обучаться правильной реакции. В его монографии «Animal intelligence» (1911) говорилось только об этой стороне интеллекта животных, но не о собственно зачатках мышления. Сложное научение путём «проб и ошибок» и формирования новой индивидуальной двигательной реакции в элементарной форме присутствует у низших животных, начиная уже с плоских червей.
Введённые Торндайком в практику лабораторного исследования методы (в том числе и метод «проблемных ящиков») позволяли количественно оценивать ход процесса научения. Торндайк первым ввёл графическое изображение успешности выработки навыка — «кривую научения». Ход опытов и результаты изображались графически в виде кривых, где на оси абсцисс отмечались повторные пробы, а на оси ординат — затраченное время.
Э. Торндайк использовал «проблемный ящик» для возбуждения психической активности животных, направленной на решение определённых поведенческих задач. Психолог не обнаружил следов понимания в процессах решения животными задач в предлагаемых им проблемных ситуациях. При этом стоит отметить, что ученый ставил перед животными перцептивные задачи.
Типичной задачей на перцептивном уровне является известная задача «обхода препятствия». У человека выбор обходного пути (как и всякая другая чисто перцептивная задача) может, конечно, решаться и на мыслительном уровне, однако это лишь частный случай решения задачи такого типа. «Вектор» траектории обходного пути задаётся структурой перцептивного поля и не требует для его «извлечения» никаких специальных преобразований[прояснить].
Таким образом гештальтпсихология, исследовавшая процесс решения такого типа задач животными (в частности, антропоидами), не располагая критериями для проведения чёткой границы между перцепцией и мышлением, отождествила перцептивный выбор с мышлением (пониманием).

### Коэффициент энцефализации
В 1973 году Г. Джерисон (англ. Harry J. Jerison) предложил оценивать животное по так называемому коэффициенту энцефализации: отношению массы мозга животного к массе его тела. После того, как этот коэффициент был посчитан для многих животных, оказалось, что он связан с их интеллектом довольно тесно. То есть у относительно сообразительных животных коэффициент был довольно высок, а у животных, испытывающих трудности с выполнением различных задач на интеллект, — относительно низким
.

### Зеркало
Наиболее горячие споры среди учёных до недавнего времени вызывал вопрос о наличии самосознания животных. Одни исследователи полагали, что сознание у животных, пусть примитивное, но есть, другие же считали, что единственное живое существо, наделённое самосознанием — это человек.

Георгес Бон (1912, с. 175) считал, что вопрос о сознании животного следует отставить в сторону, так как ответ на этот вопрос находится вне возможности научного исследования. Клагес говорил:
«Мы не сомневаемся, что животное ощущает, чувствует, воспринимает, узнает; мы сомневаемся, мы должны сомневаться лишь в том, что оно способно и осознавать себя».

Альвердес (1932) высказывался: 
«Мы ничего не можем выяснить о процессах сознания у животного… Вопрос о сознании животных должен быть, следовательно, исключен из предмета психологии животных, но не потому, что это не представляет никакого интереса, а потому, что этот вопрос неразрешим».

Уэллс и Гексли предполагали (1937): 
«Возможно, у них есть сознание, но совсем иное, настолько иное, насколько различны наши тела».
Одним из первых, кто допустил постановку вопроса о наличии самосознания животных, а также обратил внимание учёных на специфику подхода к вопросу, был Л. В. Крушинский, он говорил:
Ввиду важности этого вопроса стоит, видимо, подумать о том, правильно ли мы вообще его ставим. Часто выявляется, что трудности изучения психологии животного существенно усугубляются неудачной постановкой вопроса. Так, в течение многих десятилетий приносили неудачи исследования, когда снова и снова хотели ответить на вопрос, обладает ли животное памятью, фантазией, обучаемостью, способностью к абстракции и т. д., потому что в качестве предпосылки к этому исходили из соответствующих способностей человека. И никогда никому не пришло в голову, например, учитывать морфологические различия, то есть разницу в строении тела у человека и животных. При всех различиях между человеком и животным есть и огромное сходство. И разве нельзя исходя из этого предположить, что, сравнивая строение тела, точно так же можно сравнивать между собой разум, память, эмоции и т. д. И даже само сознание?
В 1970 году американский учёный Гордон Гэллоп Младший (Gordon G. Gallup, Jr.) при помощи простого зеркала положил конец бесчисленным и ожесточённым дискуссиям среди учёных умов. Суть зеркального теста заключалась в том, что нескольким шимпанзе, усыплённым наркозом, наносили краской небольшие пятнышки на одну из бровей и на противоположное ухо. Животные, проснувшись, прикасались к окрашенным участкам тела не чаще, чем к остальным, то есть не ощущали никаких последствий. Однако, увидев себя в зеркале, шимпанзе вдруг начинали активно ощупывать окрашенные места. Таким образом, удалось доказать, что приматы понимали, что видят в зеркале себя, помнили, как они выглядели раньше, и осознавали, что в их облике произошли изменения.
Подобные эксперименты с зеркалом на человеческих младенцах показали, что люди начинают осознавать себя лишь к возрасту 1,5—2 лет. Шимпанзе, орангутаны и гориллы узнают себя в зеркале в относительно зрелом возрасте (старше 4 лет).
В настоящее время ученым известно шесть видов животных, способных узнавать себя в зеркале, — это шимпанзе, орангутаны, гориллы, дельфины, слоны и сороки.
Тот факт, что самосознание независимо возникло у таких далёких от людей видов, как слоны и дельфины, свидетельствует о конвергентной эволюции этого признака.

### Инсайт и орудийная деятельность
Понятие инсайт (англ. insight — понимание) введено гештальтпсихологией. Этот термин, предложенный Вольфгангом Кёлером, противопоставляется бихевиористскому понятию научения путём «пробы и ошибки».
Научение путём инсайта открыто В. Кёлером в исследовании поведения шимпанзе в различных проблемных ситуациях. (Исследования проводилось во 2-й пол. 1910-х годов на антропоидной станции, созданной Прусской академией наук на острове Тенерифе). Кёлер смоделировал несколько типов задач, достаточно разнообразных, но построенных по одному принципу: животное могло достичь цели, только если «выявляло объективные отношения между элементами ситуации, существенные для успешного решения».
В результате своих опытов Кёлер пришёл к выводу, что шимпанзе способны к решению только таких задач, где все относящиеся к задаче предметы находились в поле зрения одновременно. Таким образом, животное имело возможность решить задачу не путём проб и ошибок, а за счёт улавливания структуры задачи — «инсайта» («проникновения» или «озарения»), то есть за счёт понимания связей между стимулами и событиями. В этом состояло принципиальное отличие опытов Кёлера от «проблемных ящиков» Торндайка, где животное заведомо не могло «понять», как действует замок, открывающий дверцу клетки, хотя бы потому, что он находился снаружи и был скрыт от его глаз.
Эксперименты В. Кёлера позволили выяснить, что человекообразные обезьяны обладают интеллектом, который позволяет им решать некоторые проблемные ситуации не методом «проб и ошибок», а за счёт особого механизма — «инсайта», то есть за счёт понимания связей между стимулами и событиями.

Благодаря В. Кёлеру началось изучение орудийной деятельности, которая и до сих пор остаётся одной из важнейших экспериментальных моделей. 

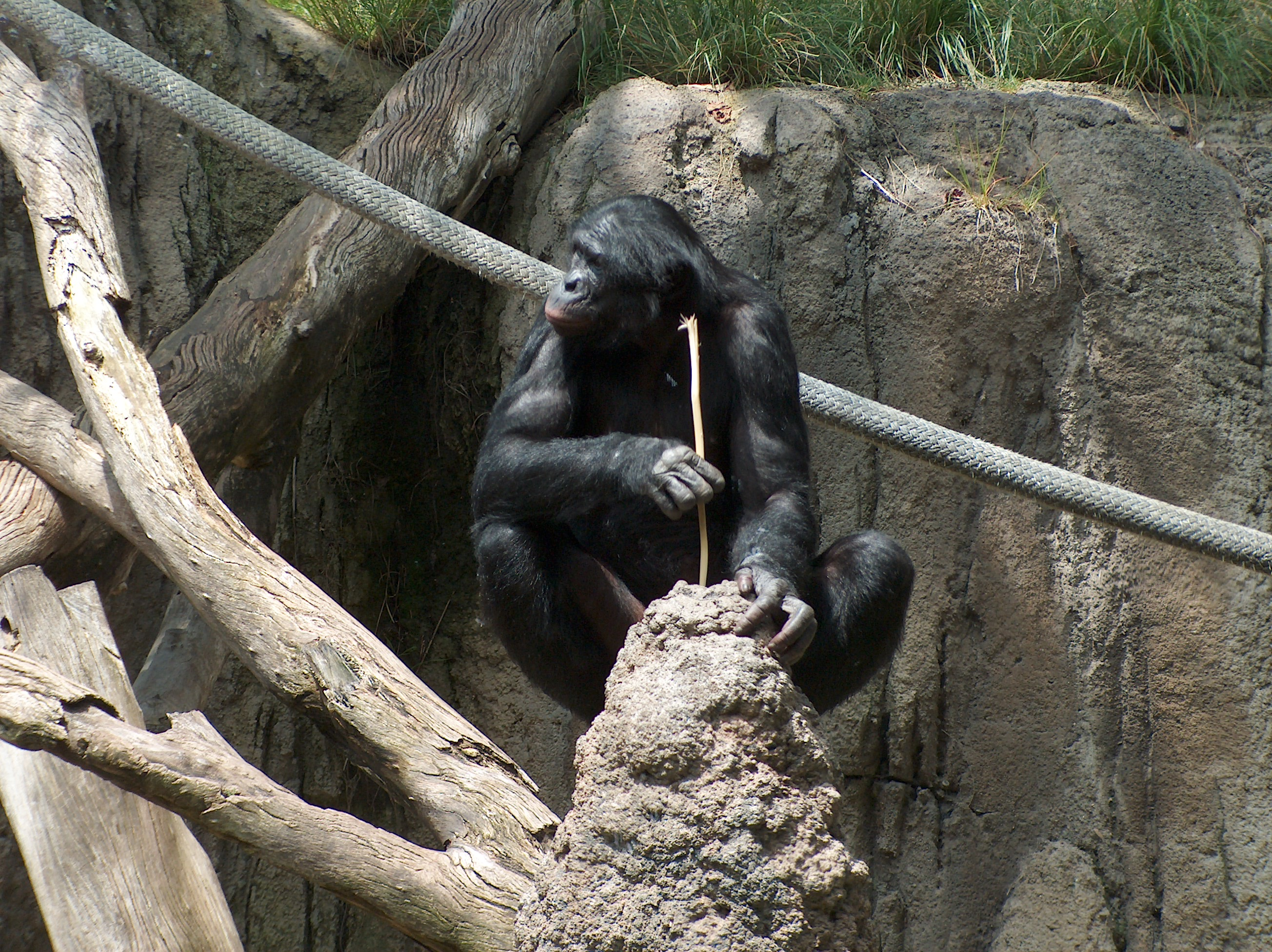
Использование орудия для ловли термитов

Чтобы спровоцировать обезьян на употребление (а иногда и изготовление) орудий — посторонних предметов для достижения видимой, но физически недоступной приманки — исследователи подвешивали её на большой высоте, или размещали за пределами досягаемости, предлагая для преодоления расстояния ящики, палки, тесемки и т. п. (Кёлер, 1925; Новоселова, 2001; Штодин, 1943; Павлов, 1949; Рогинский, 1948), помещали её в разного рода узкие трубки (Роберт Йеркс (Yerkes), 1929; 1943; Ладыгина-Котс, 1957; Visalberghi, 1997), создавали специальные устройства, для проникновения в которые также требовались какие-то приспособления (Фирсов, 1977; 1987).
Первая реакция И. П. Павлова на работы В. Кёлера о способности шимпанзе к «инсайту» как проявлению разумного решения была резко отрицательной. Чтобы опровергнуть выводы В. Кёлера и доказать, что в поведении даже высших обезьян нет ничего, выходящего за рамки условно рефлекторных механизмов, Павлов приступил к собственным экспериментам. В этих целях в лаборатории учёного появились шимпанзе Роза и Рафаэль (1933). Обезьянам в лаборатории И. П. Павлова для получения приманки требовалось потушить огонь спиртовки, добывая воду разными способами. Анализируя поведение обезьян, Павлов отмечал, что «…когда обезьяна пробует и то, и другое, это и есть мышление в действии, которое вы видите собственными глазами.» Однако из идеологических соображений научного материализма эти поздние высказывания И. П. Павлова не принимались в научных кругах страны того времени.
Использование и в особенности изготовление орудий (tool manufacture, tool using) является одним из самых сложных проявлений когнитивной деятельности животных и многие виды успешно владеют ей.
Наблюдения за орудийной деятельностью даёт возможность интегрально оценить интеллектуальные способности животных.
По сведениям исследователей (Douglas-Hamilton I., Douglas-Hamilton O.,1975; Moss, 1982; Chevalier-Skolnikoff, Liska, 1993;Masson, 1995) африканские слоны (лат. Loxidonta africana) и индийские слоны (лат. Elephas maximus) используют ветки и палки, чтобы почесать труднодоступные части тела; затыкают раны травой; отгоняют ветками мух.
По данным ((Fisher, 1939), (Kenyon, 1969; Houk, Geibel, 1974; Дежкин, Мараков, 1968; Смирин В., Смирин Ю., 1991) морские выдры (лат. Enhydra lutris), демонстрируют сложные и многообразные приемы, обматывают туловище морскими водорослями, чтобы без усилий удерживаться на месте, используют камни, чтобы отколоть от скал моллюсков. Один и тот же камень используется до 12 раз подряд, калан плавает с ним, держа под мышкой или в складках кожи. Взрослые выдры иногда играют, стуча камнями по скалам.
Бек (Beck, 1980) наблюдал как медведи в зоопарке палками сбивали плоды с деревьев.
Осы при уплотнение грунта при закрывании норки используют кусочки коры и веточки (Armbruster, 1921; Fricsh,1940; Evans,Eberhard, 1970).
Наиболее изучена орудийная деятельность в естественных условиях у приматов.
Первые систематические знания об орудийной деятельности в естественной жизни, были почерпнуты Ниссеном (Nissen, 1931). Дж. Гудолл (1992), и У. Мак-Грю (McGrew, 1992, 2004) на основании многолетних исследований они создали настоящую энциклопедию орудийной деятельности антропоидов.
Использование камней для разбивания орехов, фруктов с твердой кожурой, яиц, раковин зафиксировано у капуцинов Cebus apella и C. capucinus, макак-крабоедов и южно-африканских бабуинов (Struhsaker, Leland, 1977; Beck, 1980), использование обезьянами пар камней (наковальня и молот) наблюдалось в популяции C. apella национальных парков Сан-Пауло (Ottoni, Mannu, 2001), у японских макак (Huffman, Nishie, 2001).
Развитыми навыками орудийной деятельности обладают новокаледонские галки (Corvus moneduloides), добывающие насекомых из отверстий и трещин в коре деревьев с помощью преобразованных частей растений (артефактов).
Хант (Hunt, 1996, 2000) изучил около полутора тысяч птичьих орудий разделив их на две группы: 1) «грабли», изготовленные из прочных листьев Pandanus sp., у которых часть листовой пластинки срезана, а часть разъята на полоски; 2) «крючки», или «лопатки», сделанные из хвоинок, у которых конусовидно срезана часть листовой пластинки. Если орудие оказалось эффективным и сохранило свои ловчие качества после первого использования, птицы также как и морские выдры используют повторно, нося с собой в клюве.
Виды животных, которые используют орудия в естественной среде обитания демонстрируют сложные формы поведения, включающие элементы индивидуального опыта, способность к принятию решений, понимание причинно-следственных связей, понимание свойств предметов.
Визальбери (Visalberghi, 2002) замечает, что приматы часто пытаются совершить полезное, действуя совершенно бессмысленно. Она наблюдала как в зоопарке капуцин пытался расколоть земляной орех (который легко раскусить зубами) колотя по нему варёной картофелиной.
В целом же применение различных методик по изучению интеллекта обезьян показывает, что представители различных семейств успешно манипулируют предметами и имеют некоторые хотя и ограниченные представления о связи форм, размеров и свойств предметов.
В Августе 2021 года было опубликовано исследование о использовании Танимбарскими какаду трех видов орудий для добычи мякоти плодов церберы из под твердой оболочки.

## Языковые способности
По мнению учёного Хидегера Х. («Наблюдения психологии животных в зоопарке») животные могут общаться друг с другом в некоторых ситуациях в том же смысле, как человек общается с помощью языка.

### Приматы
Близко общаясь в течение нескольких десятилетий с человекообразными обезьянами, особенно с шимпанзе, Роберт Я. Йеркес (1948) разделяет эту точку зрения. Он считает, что у них определённо существует язык, традиции и культура, конечно, в самых примитивных формах.
Д. Примэк (Premack, 1986) пришёл к выводу, что «языковые» способности шимпанзе (сложная форма коммуникативного поведения) связаны с «умственными процессами высшего порядка». Д. Примэк работал с шимпанзе Сарой, которую обучал своеобразному искусственному языку. Это был «язык» пластиковых жетонов, каждый из которых обозначал предмет, свойство или понятие.
В 1960-х зоопсихологи Ален и Беатрис Гарднеры обратили внимание на то, с каким трудом давалось человекообразным обезьянам воспроизведение звуков (из-за особенностей строения гортани) и насколько богатой была их мимика и жестикуляция. Им пришла идея обучить обезьян жестовому языку глухих. Так появилась знаменитая обезьяна Уошо, которая за три года усвоила 85 слов, а к концу пятилетнего срока обучения — 160. Словарный запас одарённых попугаев намного больше, но Уошо не просто повторяла заученные жесты, а активно общалась со своими учителями: обращалась с просьбами, давала вполне разумные ответы на вопросы.
Сейчас в мире существуют десятки «говорящих» обезьян, которые активно изучаются.
В ходе многочисленных экспериментов в 1990-х годов стало очевидно, что антропоиды способны самостоятельно осваивать язык, обучая друг друга и потомство, могут не только заучивать «слова», с которыми их знакомят воспитатели, но и придумывать свои обозначения (изобретая новые слова).
Когда Уошо после завершения курса обучения перевели в колонию шимпанзе-неучей, она сначала очень возмущалась, что невежественные собратья никак не реагируют на подаваемые ею знаки. Однако позже она завела себе приёмного сына и объяснила ему, что значат жесты «подойти», «обнять» и другие.
Работы нескольких групп независимых исследователей, обучавших антропоидов четырёх видов использованию разных языковых систем (амслен, йеркиш, акустическая речь человека), приводят к совпадающим и дополняющим друг друга результатам. Они однозначно доказывают, что «слово» обезьян в языке-посреднике — это не простой УР-навык, достигнутый дрессировкой, который воспроизводится в присутствии единичного экземпляра соответствующего предмета, использованного при научении, и не результат простого подражания человеку, как это допускалось скептиками, особенно на ранних этапах исследований.
В центре исследований языка Университета Джорджии разработана специальная компьютерная система вплоть до синтезатора речи, при помощи которой шимпанзе получили возможность «разговаривать» на человеческом языке и освоили достаточное количество слов для построения несложных предложений.

### Дельфины
Дельфины используют систему звуковых сигналов, посредством которой общаются между собой. У них есть сигналы двух типов: эхолокационные (сонарные), которые служат для исследования обстановки и обнаружения препятствий и добычи, и «щебеты» или «свист» для коммуникации с сородичами, также выражающие эмоциональное состояние дельфина. Они испускаются на очень высоких, ультразвуковых частотах, не доступных человеческому слуху.
Исследователь дельфинов Джек Кассевиц и его жена Донна основали во Флориде некоммерческую организацию Global Heart и запустили проект по изучению интеллектуальных способностей и языка дельфинов — SpeakDolphin. В настоящее время известно, что «словарный запас» дельфинов достигает 14000 звуковых сигналов, расшифровать которые намереваются при помощи прибора CymaScope (от греч. kyma — «волна»), который изобрёл британский инженер-акустик Джон Стюарт Рейд (John Stuart Reid). Это устройство позволяет получить изображение пространственной структуры звуковой волны в воде. Звуковые «картинки», которые создают дельфины в воде, и являются «словами» языка этих морских млекопитающих, полагают участники проекта.
Лоренс Дойл из Института SETI в Маунтин-Вью, штат Калифорния, предложил оригинальный способ по изучению системы сигналов дельфинов, основанный на сложных расчётах, позволяющих проанализировать любую последовательность символов (будь то серия оснований ДНК, цифр, букв или фраз) на предмет содержания в ней информации. В этом помог лингвист из Гарвардского университета Джордж Ципф, установивший закон Ципфа для распределения слов по частотности. Таким образом, учёные исследовали непонятный «свист» дельфинов, применив закон Ципфа, и получили такой же коэффициент наклона прямой на соответствующем графике в логарифмическом масштабе, как и у человеческих языков. Из этого сделан вывод, что эти сигналы несут информацию.
Кроме того, у дельфинов примерно столько же уровней организации звуков, сколько и у человека: шесть. Это звук, слог, слово, фраза, абзац, контекст.

### Собаки
В начале 90-х годов Тюрид Ругос — эксперт-кинолог из Норвегии — стала известной во всем мире в первую очередь благодаря исследованиям способов коммуникации собак. Ругос опубликовала результаты исследований сигналов, которыми собаки выражают своё состояние. Сигналы примирения отчётливо продемонстрировали, насколько собака разумна и насколько тонко устроена её психика.
Сигналы примирения стали основой для изучения реакции собаки в различных ситуациях, это позволило исследовать стресс, агрессию, страх. Самым первым, кто начал исследования психологии человека в работе с собаками, был Андерс Халлгрен (Швеция).
Во время общения собаки активно используют около 30 сигналов, которые и являются основными в их социальных отношениях. Собаки используют много вариантов сигналов примирения, не только в конфликтных ситуациях, но чтобы быть вежливыми, поздороваться друг с другом, а также избежать конфликта или попытаться успокоить других.
1 марта 2009 года в Москве прошёл первый симпозиум по психологии собак, на котором выступили Андерс Халлгрен и Тюрид Ругос.
Тюрид Ругос является также президентом международной организации «Pet Dog Trainers of Europe», насчитывающей тысячи членов. Ассоциация ставит своей целью внедрение методов тренировки собак, основанных на современных научных знаниях и уважении к собаке.

### Птицы
В течение тридцати лет психолог доктор наук Айрин Пепперберг (I. Pepperberg) изучала интеллектуальные способности африканского серого попугая Алекса, доказав научному сообществу, что попугаи способны не просто подражать звукам и человеческой речи, а анализировать и логически рассуждать на базовом уровне, творчески используя слова и короткие фразы.
Аналогичными способностями обладают и пернатые семейства врановых. Их уровень интеллекта сопоставим с обезьянами и даже превосходит согласно новым экспериментам.
Так зоологи Кристофер Бёрд (Christopher Bird) из университета Кембриджа и Натан Эмери (Nathan Emery) из университета Королевы Марии в Лондоне выяснили, что врановые способны не только оперировать инструментами как это делают обезьяны, но также и понимать причинно-следственные связи.

## Научные данные

### Метасознание
Считалось, что метасознание присуще лишь человеку. Специалисты по когнитивной этологии разработали специальные методики и провели целый ряд экспериментов для выяснения вопроса о наличии метасознания у животных. В журнале Trends in Cognitive Sciences были опубликованы новые экспериментальные данные. Автор публикации Дэвид Смит (David Smith), доцент Университета Баффало, говорит, что накопленные знания о мышлении животных говорят в пользу того, что некоторые из них обладают похожими на человеческие мыслительными способностями, так называемым метасознанием. Признаки метасознания изначально были выявлены у дельфинов. Животным была предоставлена возможность выбора, либо отказаться от прохождения теста, причем за отказ животное получает небольшое вознаграждение, за удачное выполнение задания даётся более желанная награда, а за неудачное — ничего. Затем задание постепенно усложняют (например, заставляя животное делать выбор между двумя всё более похожими друг на друга фигурами или звуками) и смотрят, будет ли расти частота «отказов».
В ходе этих экспериментов выяснилось, что многие животные (крысы, дельфины, обезьяны) при недостатке информации ведут себя вполне по-человечески: отказываются от прохождения теста или пытаются получить дополнительные сведения. Тем самым животные способны оценивать собственную информированность и компетентность и понимают, каковы их шансы на успешное выполнение задания.
Метасознание позволяет не только оценивать собственные знания, но и использовать подручные предметы и инструменты для добывания пищи.

### Пространственный интеллект
Пространственный интеллект — пространственная ориентация и память, один из видов когнитивной адаптации животных. Те виды, для которых пространственный интеллект обеспечивает выживание, показывают наиболее высокие результаты. Так колумбийская кедровка способна запомнить несколько тысяч тайников с запасёнными на зиму семенами. Сурикаты запоминают пространственное расположение убежищ на территории с первого раза.

### Образная память
Существование образной памяти (память на звуки, запахи, цвета и т. д.) у высших млекопитающих можно проследить на примере собаки. Многие владельцы собак видели, как их спящая собака двигает лапами или даже лает. Об этом говорил немецкий исследователь Г. Эрхард (1924) о своей собаке:

Это случается всегда, когда её перед этим водили гулять в лес… Если она несколько дней не была в лесу, то я могу побудить её «охотиться» во сне тем, что только вызову запах леса искусственным образом — запахом сосновых игл.— .

### О способностях
Разные виды животных могут проявлять признаки очень высокоразвитых способностей, но в пределах довольно узких доменов, так как интеллект всех живых существ, в том числе и человека не обладает универсальностью. Например, в решении тестов IQ на пространственные преобразования (3D тесты) голуби превосходят человека, однако уступают приматам и дельфинам в когнитивных экспериментальных задачах «выборов по образцу». Новокаледонские галки превосходят шимпанзе в умении преобразовывать и использовать различные предметы для решения задач.
В основе формирования когнитивных способностей часто лежит наследственно обусловленное восприятие, что облегчает задачу формирования сложных и гибких форм поведения. Например, пчёлы от рождения не могут определять потенциально полезных для них цветов, но они располагают врождённой предрасположенностью хорошо запоминать формы, цвета и размеры медоносов. Психолингвисты[какие?] предполагают у человека врожденные способности к распознаванию фонем и к формированию грамматических структур, лежащих в основе языкового общения.

## Интересное
Шимпанзе Чита занесена в книгу рекордов Гиннесса как долгожитель. Чита проживает сейчас в специальном обезьяньем санатории англ. Creative Habitats and Enrichment for Endangered & Threatened Apes в Палм-Спрингс, штат Флорида.
Пиратская партия России в своём Уставе обозначила, что деятельность партии не нарушает права и свободы человека и гражданина, а также других обладающих разумом или предразумных видов, являющихся частью Человечества в широком смысле, гарантированные Всеобщей декларацией прав человека, Конституцией Российской Федерации и иными соответствующими изданными или ещё не изданными документами.